# هارولد أندرسون
هارولد أندرسون (بالإنجليزية: Harold Anderson)‏ هو رسام ورسام توضيحي أمريكي، ولد في 26 يونيو 1894 في بوسطن في الولايات المتحدة، وتوفي في 1973.